# Aristide Blank
Aristide Blank (n. 1 ianuarie 1883, București, România – d. 1 ianuarie 1960, Paris, Franța) a fost bancher, economist și finanțist român din perioada interbelică. Aristide sau Aristid Blank, scris și Blanc sau Blanck (1 ianuarie 1883 – 1 ianuarie 1960), a fost un finanțator, economist, mecenat și dramaturg român. Tatăl său, Mauriciu Blank, evreu român asimilat și naturalizat, a fost director al Băncii Marmorosch Blank (BMB), o mare întreprindere financiară. Aristide a preluat locuri de muncă în cadrul aceleiași companii și, după ce a văzut acțiune în cel de-al doilea război balcanic și primul război mondial, a început să-și extindă investițiile, ramificându-se în transportul maritim și înființând companiile aeriene CIDNA/CFRNA. În această perioadă a fost martoră încercarea sa de a înființa un imperiu al presei în jurul cotidianelor gemene Adevărul și Dimineața și scurta sa implicare cu Epoca.
Moștenind poziția tatălui său la BMB, Blank și-a extins activitățile și cheltuielile, punând deoparte bani pentru grefă și permițând personalului său să se angajeze în fraude contabile. Până în 1923, s-a angajat și în politica naționalistă românească, sponsorizează scrieri de propagandă și lucrează alături de istoricii Nicolae Iorga și Vasile Pârvan. Și-a înființat propria editură, Cultura Națională, și o agenție literară, care a fost pentru o vreme condusă de filozoful Nae Ionescu – în cele din urmă demisă de Blank la descoperirea delapidarii. Blank, care ar fi alternat politica de masă cu sprijinul pentru extrema stângă, s-a trezit în fața extremei dreapta antisemite, fiind brutalizat de Liga Națională Creștină de Apărare și marcat pentru pedeapsă de Garda de Fier.
La începutul anilor 1920, Blank l-a cultivat pe prințul moștenitor Carol, care a preluat funcția de rege al României după o lovitură de stat din 1930. Apărând ca consilier economic al lui Carol, Blank s-a alăturat camarilei rezultată, o afiliere care l-a ferit de consecințele administrării defectuoase a BMB. Întreprinderea s-a prăbușit în 1931, neputând absorbi efectele Marii Depresiuni. Blank a fost înlăturat din funcția sa de conducere în urma intervenției Băncii Naționale a României, dar a folosit canale politice pentru a păstra o anumită măsură de control și a jucat un rol esențial în răsturnarea guvernatorului Băncii Naționale, Mihail Manoilescu, care nu a dorit să refinanțeze BMB. Influența lui a fluctuat pentru restul domniei lui Carol; încă incapabil să controleze pe deplin BMB, el încă deținea Discom, un comerciant cu amănuntul profitabil pentru produse ale monopolurilor de stat.
Antisemitismul public și fascismul au ocupat primul loc în ultimii ani ai carlismului și primii ani ai celui de-al Doilea Război Mondial. În această perioadă, Blank a fost marginalizat și a dus la o examinare suplimentară a afacerii BMB, la finalul căreia a fost condamnat la plata daunelor în valoare de 600 de milioane de lei. Blank a reapărut ca manager al BMB după lovitura de stat a Regelui Mihai din 1944, dar el și afacerea lui au fost în cele din urmă reprimați de regimul comunist din 1948. În 1953, a fost condamnat la 20 de ani pentru înaltă trădare, dar a reușit ca verdictul să fie anulat în 1955. După presiuni internaționale, i s-a permis să emigreze în 1958 și și-a trăit ultimele luni la Paris. Copiii săi din căsătoriile și aventurile sale succesive includ soldatul american Milenko Blank și magnatul de presă francez Patrice-Aristide Blank.

## Viață timpurie
Născut la București în prima zi a anului 1883[1] (New Style: 13 ianuarie), Aristide era fiul lui Mauriciu Blank. Prin descendența sa paternă, el a aparținut minorității sefarde din cadrul comunității evreiești locale.[2] Clanul, cunoscut inițial ca Derrera el Blanco, se stabilise pentru prima dată în Țara Românească în timpul secolului al XVIII-lea, dar iudaismul lor i-a împiedicat să obțină naturalizarea.[3] După cum a raportat în 1924 de L'Univers Israélite, a devenit pe deplin asimilat, Blank Jr părând a fi „evreu doar la origine.”[4] Martinho de Brederode, ambasadorul portughez în România în 1920, l-a descris pe Aristide drept primul evreu care a avut și-a făcut vreodată drum în înalta societate a României.[5] Până atunci, originea etnică a familiei era încă în mare parte necunoscută publicului român, publicația evreiască Mântuirea notând că Aristide era de „origine obscure”.[6]
În jurul anului 1880, Mauriciu intra în elita financiară a nou-înființat Principat al României, fiind șef al Băncii Marmorosch Blank (BMB) din 1874. La momentul nașterii lui Aristide, era cea mai puternică bancă privată din Regatul României. .[7] Prietenul și dușmanul politic al lui Blank, Constantin Argetoianu, susține că Mauriciu a avut o căsătorie de conveniență cu mama lui Aristide, Betina Goldenberg, care era „urâtă și vulgară, avară și veninoasă”.[8] Una dintre surorile lui Aristide a fost căsătorită cu un alt finanțator, Adalbert Csillag, care avea să se confrunte cu falimentul complet.[8] O altă soră, Margot, s-a căsătorit cu industriașul Herman Spayer, a cărui reședință de pe strada Batiștei a fost folosită pentru scurt timp de BMB.[9] Familia a primit în cele din urmă cetățenia română în 1883[10], la scurt timp după nașterea lui Aristide.
Potrivit unei note ostile a jurnalistului francez Jean Mourat, Blank Jr a fost „crescut în lux, pentru a ține pasul cu bunele tradiții.”[11] Aristide a primit o educație de elită și era posedat de o sensibilitate artistică[12]; , Argetoianu îl prezintă ca „foarte inteligent [dar] lipsit de o cultură serioasă”, principalele sale atribute fiind ambiția, gelozia și, în cele din urmă, paranoia.[13] A devenit poet publicat în anii adolescenței. În 1899 Foaia Populară și-a lansat poemul de debut, Bătrâna[14]; acesta a fost urmat în aprilie 1900 de Despărțire, o pastișă de la Eduard von Feuchtersleben pe care a semnat-o ca „Aristide Blanc”, tot la Foaia Populară în aprilie 1900.[15]
Blank a luat o diplomă de absolvire a Universității din București, Facultatea de Drept și Filosofie.[1][14] Prima sa carieră din 1904 a fost ca avocat afiliat la Baroul din București.[14] În octombrie 1908, el și-a anunțat logodna cu Marietta Culoglu, fiica politicianului Emanoil Culoglu, „naționalistul distins”,[16] și ea însăși remarcată ca activistă pentru votul femeilor.[17] Blank sa căsătorit cu ea în ianuarie 1909, cu o ceremonie civilă la care au participat Vintilă Brătianu, Emil Costinescu și Vasile Morțun.[18] Inițial, a urmărit îndeaproape cariera tatălui său în finanțe. Până în 1910, a lucrat în consiliul de administrație pentru diferite sucursale ale BMB, printre care Banca Moldova din Iași și Banca de Comerț Aromână.[19] A fost introdus în Ordinul Meritul Comercial și Industrial în 1912,[12] când a făcut parte și în comitetul de înființare a Academiei de Studii Economice din București.[20]
În iunie 1913, Blank a fost șantajat de gazetarul Seara Alexandru Bogdan-Pitești, care inaugurase o campanie de defăimare împotriva BMB. Potrivit notelor lăsate de Mateiu Caragiale al lui Seara, Blank l-a „prins” în capcană pe Bogdan-Pitești cu sprijinul direct al Poliției Române.[21] Aceasta se referă la o operațiune de înțepătură la Restaurantul Flora, unde Blank i-a auzit pe Bogdan-Pitești și pe asociatul său, Adolf Davidescu, exprimându-și cererile în timp ce polițiștii stăteau pe lângă.[22] Obținând asistență juridică de la Take Ionescu, Blank l-a dus în instanță pe Bogdan-Pitești și a câștigat, rezultând întemnițarea rivalului său[23]. După o lună, România a intrat în al Doilea Război Balcanic, Blank înrolat ca ofițer al Forțelor Terestre în Dobrogea de Sud.[12] Aici l-a întâlnit pentru prima dată pe istoricul și politicianul Nicolae Iorga, cu care va coopera în proiecte culturale la începutul anilor 1920.[24]
La sfârșitul expediției, Blank Jr a ajutat la înființarea și finanțarea a două întreprinderi de transport naval BMB — care operează, respectiv, pe Marea Neagră și pe Dunăre.[25] În iarna 1914–1915, a fost trimis în Regatul Unit de către guvernul Ion I. C. Brătianu pentru a-și asigura un împrumut pentru stat, stabilind legături mai strânse ale României neutre cu Tripla Înțelegere.[12][26] Această misiune a stârnit multe controverse acasă: ministrul de externe Emanoil Porumbaru a refuzat să semneze numele său la acord, crezând că acesta compromite politica de nealiniere a României; în consecință, el a fost forțat să demisioneze.[26] La întoarcere, Blank a debutat în teoria economică cu un tratat despre politicile de prețuri, Scumpirea și ieftinirea traiului („Creșteri și scăderi ale costului vieții”, București, 1915–1916).[12] În iunie 1915, a fost implicat în comerțul cu cereale din Brăila, criticând administrația pentru că a impus plafon la exporturile de produse alimentare[27]. În septembrie, el a fost director executiv al unui parteneriat anonim pentru fabricarea și vânzarea de muniție. Aceasta a fost stabilită de tatăl său cu participarea lui Culoglu, Alexandru Kirițescu și Mihail Săulescu.[28] După cum a raportat Argetoianu, Blank Jr mai avea legături în Imperiul German, pe care l-a folosit pentru a-și planta protejatul Felix Wieder într-un consorțiu german - o poziție pe care Wieder a folosit-o apoi pentru a frauda firma respectivă.[29]
Creștere socială Edit
Tratatul de la București a adus România în război ca aliată a Antantei, apoi invazia ei de către Germania. Recrutat ca locotenent, Blank s-a înrolat în nou-înființata Forță Aeriană Română.[14] Ulterior, a fost depistat la Iași, capitala provizorie a unui stat românesc. Argetoianu relatează că Iașiul, pe timp de război, a fost locul unde Blank și-a câștigat pentru prima dată încrederea lui Carol de Hohenzollern, prințul moștenitor al României, care a fost în dizgrație. Carol l-a folosit pe Blank în încercările sale de a câștiga sprijin de la premierul Alexandru Averescu. Tot conform lui Argetoianu, Blank prefăcea și crize de astm, ceea ce l-a văzut eliberat de sarcini și trimis la Paris.[30] În timpul exodului din 1917, Blank a sponsorizat călătoria prelungită a lui Ioan Timuș în Japonia, cerându-i să acționeze ca informator și documentarist al normelor culturale japoneze și „deci de folos țării noastre”.[31] Un raport al lui Alexandru Lapedatu sugerează că Blank a tranzitat prin Moscova, în Republica Rusă, unde a asistat personal la Revoluția din noiembrie. A fost evacuat „de niște englezi” în timpul atacului Gărzilor Roșii asupra Hotelului Metropol.[32]
Blank a rămas în Franța pentru tot restul Primului Război Mondial și mai departe, lucrând în primul rând ca propagandist și finanțator pentru cauzele naționaliste românești.[33] Istoricul Orest Tafrali îi identifică pe Blank și Paul Brătășanu drept doi principali susținători ai ziarului La Roumanie, care a militat pentru crearea unei României Mari.[34] Înainte de sfârșitul anului 1918, Blank ar fi fost la Nisa, alături de Octavian Goga, poetul-activist transilvănean.[35] Până la începutul anului 1920, Blank făcea rețea și cu naționaliștii pro-aliați din Vechiul Regat și Transilvania, inclusiv Take Ionescu și Alexandru Vaida-Voevod.[36] Corespondența privată a lui Vaida notează că Ionescu, Blank și Alexandru C. Constantinescu s-au înțeles pentru a-l aduce pe primul ca prim-ministru, ceea ce le-a impus să manipuleze piața împotriva interesului național — o „solidaritate a bandiților”.[37] Lapedatu susține, de asemenea, că Blank, în loc să acționeze ca un filantrop, a recuperat toți banii pe care îi împrumutase politicienilor români în 1918–1920.[38]
În decembrie 1918, Blank a publicat în La Renaissance propriul său proiect pentru o Românie Mare, pe care l-a descris ca pe un avantaj economic pentru cauza Aliaților. Blank a avut în vedere Dunărea ca pe o autostradă comercială pentru cereale și cherestea românești, dar a remarcat că succesul ei s-a bazat pe internaționalizarea strâmtorilor turcești.[39] Potrivit diplomatului Nicolae Petrescu-Comnen, Blank a fost unul dintre „oamenii de cultură” și „patrioții” care l-au asistat personal în contracararea propagandei făcute de Republica Ungară, care concura cu România pentru controlul Transilvaniei.[40] În 1919, când a fost dezafectat din funcția de căpitan în Regimentul II de Cavalerie,[1] Blank a scos primul volum al unui album de propagandă ilustrat, La Roumanie en images. Iorga a considerat-o ca pe o operă de artă superioară, dar a remarcat că selecția sa de imprimeuri arăta „banalitate” și o „lipsă de familiaritate cu toate descoperirile mai noi referitoare la trecutul României”. După ce i-a citit comentariile, Blank l-a angajat pe Iorga ca consilier editorial.[41] În anul următor, a sponsorizat ediții franceze din lucrările proprii ale lui Iorga: Histoire des Roumains et de leur civilization și Anthologie de la littérature roumaine.[42] Lapedatu povestește că, făcând acest lucru, Blank a salvat fosta carte de la a fi pusă la mâna lui Hachette.[43]
Profilul lui Blank în cultură și politică a fost împletit cu viața personală. În jurul anului 1919, a fost căsătorit pentru scurt timp cu Ecaterina Caragiale, fiica dramaturgului Ion Luca Caragiale și sora vitregă a lui Mateiu.[44] După o îndelungată curte[45], s-a căsătorit cu pianista Cella Delavrancea, fiica orfană a scriitorului Barbu Ștefănescu Delavrancea, la un moment dat înainte de aprilie 1920. Cella și-a sunat soțul Aladin și a remarcat că și-a îndeplinit toate cerințele financiare; cu noua ei bogăție, ea și-a finanțat propriul club literar, numit Maison d'Art.[46] Căsătoria lor s-a încheiat cu un divorț. Până atunci, Blank avea un fiu, Patrice-Aristide[47], care se spunea că s-a născut „Aristide Blank Satinover”[48] sau „Tuchner Satinover”[49] dintr-o mamă franceză.[50]
https://en.m.wikipedia.org/wiki/File:Affiche_Compagnie_Franco_Roumaine_de_navigation_a%C3%A9rienne.jpg
După înființarea României Mari, Aristide și Mauriciu au vândut BMB unei firme rivale, dar au continuat să dețină acțiuni de control între ei.[11] Afacerile lor s-au ramificat acum în aviație. În 1920, Aristide a folosit fondurile BMB pentru a înființa CIDNA/CFRNA, alături de aviatorul Pierre de Fleurieu.[20] Fleurieu lucrase ca funcționar minor la bancă, până când Blank a devenit conștient de palmaresul său de pilot de luptă și de credința sa în viitorul aviației civile.[51] A lor a fost prima companie aeriană care a oferit un zbor direct Paris-București, cu prelungire până la Istanbul;[12][20] ruta a fost inaugurată de Albert Louis Deullin, cu o aterizare pe aeroportul Pipera în octombrie 1921.[52] Potrivit lui Argetoianu, Blank s-a implicat și în înființarea Aeroclubului Românesc, pentru că în acest fel l-ar apropia de Carol, el însuși un pasionat de aviație.[53] Tot atunci, Blank a fondat Societatea Generală de Construcții a BMB, care conducea firme de construcții din București și Câmpina.[25] Ambii Blanks s-au implicat, de asemenea, în sprijinirea activității umanitare din partea Comitetului de distribuție comun al evreilor americani. Acesta a inclus un împrumut BMB pentru reconstrucția proprietății evreiești din Bucovina, pentru care Blank a oferit o dobândă redusă.[54]
Deși era membru purtător de card al Partidului Național Liberal (PNL) al lui Brătianu,[1][14][55] Blank a fost înfuriat când banca sa nu a putut obține o reducere de impozit de 35 de milioane de lei.[56] La sfârșitul anului 1920, Brederode a remarcat că BMB și Paribas au sponsorizat ambii un efort de orientare a României către comerț liber - o politică care a fost îmbrățișată de Partidul Țărănesc, Partidul Popular și Conservatorii Democrați ai lui Ionescu.[57] După cum a relatat politicianul Alexandru Marghiloman, la începutul anului 1920 Blank Sr. finanța deja țărăniștii, al căror membru principal Ion Răducanu era angajat BMB.[58] Fiul său a preluat aceeași cauză și, în 1921, asigura fonduri pentru cotidianul țărănist al lui Nicolae L. Lupu, Aurora.[14] Apoi a asistat coaliția susținută de țărăniști în negocierea unui împrumut internațional, care urma să ajute România să-și reconstruiască piața internă. După cum a remarcat atunci revista Furnica, această misiune l-ar putea întoarce efectiv pe Blank Jr împotriva lui Brătianu și a susținătorilor săi din industria bancară, întrucât politica PNL era aceea de a împiedica adversarii „să facă chiar și ceea ce trebuie”.[6] În schimb, doctrinarul PNL Vintilă Brătianu îl privea pe Blank ca pe unul care se opune încercărilor de reconstruire a economiei României într-un „cadru național”.[59] A urmat o ceartă de durată între Blank și Național-liberali: până în 1923, Blank și-a propus sarcina de a se asigura că partidul nu va reveni niciodată la putere.[60] BMB era încadrat exclusiv cu adversari sau dizidenți ai PNL, inclusiv Goga, Vaida-Voevod, Constantinescu și Nicolae Tabacovici.[1]
În 1920, Blank a înființat un restaurant românesc de lux în Cartierul Latin al Parisului[61], care a fost pentru o vreme condus de sociologul Mihai Ralea.[62] După ce și-a asigurat un contract pentru transferul de burse pentru studenții români din Franța[62], Blank a sponsorizat și Școala Română a lui Iorga, creată în 1922 la Fontenay-aux-Roses.[63] După cum a văzut istoricul Petre Țurlea, relația lui Iorga cu Blank a fost „foarte profitabilă pentru cultura [română]”.[41] A avut ca rezultat înființarea unui teatru popular legat de Liga Culturală pentru Unitatea Tuturor Românilor a lui Iorga.[14][64] Potrivit istoricului Lucian T. Butaru, Iorga a apreciat efortul cultural al lui Blank, iar acest lucru ar fi putut ajuta la atenuarea antisemitismului său, altfel înrădăcinat.[65] Blank a oferit și fonduri pentru ca fiul lui Iorga, Mircea, să studieze în străinătate, ceea ce, susține Argetoianu, însemna efectiv că familia Iorga era îndatorată;[66] Iorga a răspuns la astfel de acuzații, menționând că fiul său nu era obligat să lucreze pentru Blank. [67]
Adevărul și cercul literar Edit
Pe lângă faptul că era un orator talentat,[12] Blank avea încă pretenții literare. A debutat ca dramaturg pseudonim la Paris și București. Potrivit lui Argetoianu, munca sa în domeniu a fost doar „idioată”,[68], deși Blank a fost admis la Societatea Dramaturgilor Români în 1930.[14][69] În 1932, celebrul critic George Călinescu a publicat câteva remarci pozitive cu privire la munca lui Blank în domeniu – deși, după cum a remarcat scriitorul Florin Faifer, acestea erau în întregime conjecturale. Faifer însuși susține că contribuția lui Blank la modernismul literar a fost afectată de „snobism”, deși nu lipsită de valoare.[14] Printre astfel de piese se numără L'Assoiffé sau Însetatul („Omul însetat”), produs de compania lui Georges Pitoëff din Paris în 1925. Aici, Blank se înfățișează ca vizionarul inadaptat Andrei, al cărui destin promițător este întrerupt de un soț gelos.[14] În anii 1920, a fondat sau a finanțat o serie de instituții culturale proprii. Printre acestea se numără și editura Cultura Națională, care a fost înființată și numită la sfatul lui Iorga[24] și a oferit locuri de muncă profitabile unor intelectuali precum Dimitrie Gusti și Vasile Pârvan.[70] Blank era responsabil și de redacția Viața Românească și, în 1920, de un club literar numit Societatea Filarmonică.[12]
Tot în 1920, Blank a devenit ținta unei reînnoite campanii de calomnie, de data aceasta purtată de Cronica lui Tudor Arghezi. După cum relatează o sursă din Siguranța, acesta a rezolvat această problemă oferindu-i lui Arghezi un cadou de 100.000 de lei, suplimentat ulterior cu o bursă lunară[71]. Blank a mai acceptat să sponsorizeze asociatul Arghezi Gala Galaction, care a cerut un grant de 160.000 de lei pentru a traduce Biblia în limba română. Cu toate acestea, Galaction nu a reușit să țină pasul cu programul de scriere. În 1921, Blank și-a retras parțial sprijinul și a avansat Galaction doar 36.000 de lei pentru versiunea sa a Noului Testament.[72]
În acele luni, Blank a încercat să-și construiască propriul imperiu de presă. L-a sponsorizat pe Grigore Filipescu, asociat BMB, ajutându-l să relanseze cotidianul conservator Epoca. El și-a menținut un cuvânt de spus în politica editorială a Epoca, împiedicându-l pe Liviu Rebreanu să publice un articol care era critic la adresa lui Blank însuși.[73] Blank a achiziționat cotidienele de stânga Adevărul și Dimineața, devenite active ale BMB și Cultura Națională. Se pare că această investiție l-a costat 7 milioane de lei.[74] Circumstanțele preluării lui Blank, prin care jurnalistul Constantin Mille a renunțat la cea mai valoroasă întreprindere a sa, au fost dezbătute de personal și rămân misterioase.[55][75][76]
La scurt timp după aceea, Mille a folosit banii pentru a lansa un alt ziar, Lupta, care a concurat cu consorțiul lui Blank și și-a deschis birourile chiar vizavi.[55][75][76] Folosind în principal Adevărul pentru a-și transmite polemicile cu Viitorul Național Liberal,[1][56][77] Blank și-a asigurat imediat cititorii că ziarul va rămâne o voce puternică în stânga tradițională.[55] Totuși, un articol din Contimporanul susține că l-a demis personal pe redactorul interimar, Emil Fagure, ceea ce a provocat și demisia unui alt angajat, Barbu Brănișteanu.[74] Managementul a fost apoi ocupat de jurnalistul român militant Constantin Graur și de antreprenorul evreu Emil Pauker, care a fost întâmplător unchiul unui comunist proeminent, Marcel Pauker.[55] Marghiloman relatează că, la sfârșitul anului 1921, conflictul lui Blank cu fracțiunea Brătianu a degenerat și a bulversat aranjamentele de afaceri ale lui Mauriciu, până la punctul în care BMB a amenințat cu lichidarea activelor Adevărul. Acest lucru a făcut ca Blank Jr să nu mai scrie pentru propriul său ziar.[77]
După cum a susținut Argetoianu, Blank și-a cheltuit intenționat proprii bani pentru cauze de extremă stângă, astfel încât să submineze statul român. El susține că a intervenit personal pentru ca Mauriciu să-l „pună în lesă” lui Aristide, când acesta din urmă s-a implicat cu Philippe Ciprut în sponsorizarea Partidului Socialist din România.[68] În 1924, Blank a revândut Adevărul și Dimineața lui Graur și altor jurnaliști din subordine, făcându-l pe Mille să-și exprime indignarea în Lupta: „Îmi vândusem ziarele domnului Aristide Blank, un om de tineret, de cultură, de inițiativă, care a avut, în pe lângă milioanele lui, structura unui om cinstit, a unui luptător pentru democrație și adevăr.Nu mi-aș putea imagina că domnul Blank a privit Adevărul și Dimineața cu caracterul și interesul unui om obișnuit, ca pe o afacere comercială pe care doar o vinde. oricui”.[76] Pauker și fratele său Simion au preluat mai multe acțiuni la Adevărul, care a devenit larg perceput ca ziarul lor și, prin urmare, ca o întreprindere „evreiască”.[55]
Potrivit memorialistului și avocatului Petre Pandrea, Blank intenționa să preia funcția de ministru de finanțe și din acest motiv s-a înconjurat de intelectuali precum Pârvan și Nae Ionescu.[78] La Cultura Națională, a supravegheat ediții de lux din lucrări ale ambilor Caragiales, posibil menite ca omagii aduse fostei sale soții.[79] Blank s-a ocupat personal și de Colecția de Economie, pe care a repartizat-o apoi unui specialist Mihail Manoilescu, care a folosit-o pentru a-și publica propriul tratat, Politica producției naționale („Politica producției naționale”).[80] Până în 1923, tipografiile Culturii Naționale au scos revista literară Gândirea, condusă de Cezar Petrescu și Nichifor Crainic. După cum a raportat Crainic, acest parteneriat s-a rupt atunci când Pârvan a încercat să îi împiedice să găzduiască critici la adresa lui Blank.[81] Tot în 1923, Ionescu și-a cumpărat vila din București folosind un credit accesibil obținut de la finanțator[82]; un an mai târziu, Blank a sponsorizat cercetările lui Constantin Daicoviciu la Ulpia Traiana Sarmizegetusa.[83]
O apropiere între Ionescu și Blank a început în 1922, când primul l-a lăudat public pe cel din urmă pentru susținerea dirijismului, într-un grad și mai mare decât național-liberalii.[84] Ionescu a fost angajat la Cultura Națională, dar a plecat după o ceartă publică cu patronul său. Problema litigiului a fost conducerea frauduloasă de către Ionescu a Oficiului Central de Carte, agenție literară și subsidiară a Culturii Naționale, care i-ar fi adus lui Blank pierderi de 800.000 de lei[85]. După cum a povestit jurnalistul Pamfil Șeicaru, Blank a prins abia după ce a participat la fastuoasa petrecere de inaugurare a casei a lui Ionescu, iar mai târziu a descoperit că Ionescu a falsificat semnăturile lui Pârvan și Gusti pe bilanțurile companiei.[86] Blank l-a protejat pe Ionescu de urmărire penală, dar l-a forțat să scrie o scrisoare de mărturisire.[87] Fotocopii ale acestuia au fost păstrate de toți cei pe care Ionescu i-a înșelat[88], în timp ce Blank avea originalul, pe care ar fi arătat-o lui Argetoianu după ce Ionescu a încercat să se întoarcă ca politician[89].
Atacurile de extremă-dreapta și intrigi ale Regenței Edit
Implicarea lui Blank în cauzele tineretului și de stânga în timpul procesului de emancipare a evreilor l-a văzut implicat într-un conflict prelungit cu extrema-dreapta antisemită, și în special cu Corneliu Zelea Codreanu, care avea să devină lider regional al Ligii Naționale de Apărare Creștină. (LANC). Codreanu l-a identificat pentru prima dată pe Blank ca inamic în timpul Congresului Studențesc din 1920, când a încercat să treacă moțiuni pentru discriminare religioasă; la aceasta s-au opus alți lideri de tineret, pe care Codreanu i-a acuzat atunci că sunt agenți ai lui Blank.[90] La sfârșitul anului 1923, agenții de poliție i-au capturat pe Codreanu, Ion Moța și alți activiști LANC, acuzându-i că complotează pentru asasinarea membrilor elitei politice și financiare românești, inclusiv a Blankilor.[91] Deși a fost înlăturat de crimă, Codreanu a recunoscut ulterior că el și Moța doreau să scape România de cei care „corupseseră toate partidele și politicienii României”, identificându-l pe Aristide drept sponsor principal al Partidului Național Țărănesc (PNȚ).[92] Ultimul zvon a fost replicat în alte surse, un denunțător nesemnat susținând că datoria PNȚ-ului față de BMB era mai mare de 30 de milioane de lei în 1930.[93] În aprilie 1924, în apogeul unui scandal care a implicat arestarea lui Codreanu, afiliații LANC au năvălit într-o sală în care Blank Jr ținea prelegeri pe probleme economice. În timpul atacului, el a suferit răni grave ale craniului.[94] Atacatorii au fost puși în judecată, dar achitați.[1]
O notă din L'Univers Israélite a susținut că incidentul a fost de fapt orchestrat de guvern,[4] în timp ce Argetoianu crede că studenții în general îl detestau cu adevărat pe Blank.[68] Hărțuirea a continuat de-a lungul mai multor ani. În ianuarie 1925, organizațiile studențești ale lui Codreanu au afirmat din nou că Blank trafica cu influență prin universitățile românești și au folosit această problemă ca un apel de miting pentru o grevă studențească.[95] În cadrul conflictului cu Iorga, tinerii Lăncieri l-au confruntat deschis, întrebându-l de ce „s-a vândut bancherului Blank”; detalii despre astfel de contacte au fost popularizate de liderul LANC A. C. Cuza și de propriul Virgil Madgearu al PNȚ.[96] Garda de Fier, fondată de Codreanu după despărțirea sa de LANC, a trecut numele lui Blank pe o listă de dușmani care includea și Constantin Banu, Alexandru C. Constantinescu, Wilhelm Filderman și Gheorghe Gh. Mârzescu.[97] După cum a raportat Argetoianu, Blank a deținut prima poziție pe această listă și a fost efectiv marcat pentru moarte.[98] Garda, alături de alte grupări de extremă dreaptă, a evidențiat și Adevărul și Dimineața drept propagandă pentru concepte anti-românești.[55][99]
În martie 1925, Blank s-a căsătorit cu Vota Vesnić, fiica orfană a premierului iugoslav Milenko Radomar Vesnić. La nunta lor de la Paris au participat numeroase personalități din politică și viața socială, printre care premierul iugoslav de atunci Nikola Pašić, Maharajah Jagatjit Singh, diplomatul Nicolae Titulescu, bancherul Robert de Rothschild și scriitori precum Marcel Prévost și Elena Văcărescu. Un ziar LANC a reflectat evenimentul, menționând: „Blank trebuie amintit că această societate internațională și evreiască nu se impune publicului românesc, care simte în continuare la fel despre el ca și acei studenți care l-au lovit cu pumnul [...] în Sfârșitul lunii martie 1924.”[100] În onoarea noii sale soții, Blank folosea uneori pseudonimul Votaris, care combina prenumele lor.[101] Pasionat de sport, Vota a organizat un turneu de tenis la vila familiei Blank din Techirghiol.[102] În iunie 1926, ea a născut pe fiul finanțatorului, Milenko Blank.[103]
Tot în martie 1925, Iorga s-a înfuriat de Blank, care prezentase o listă completă de sponsorizări BMB pentru întreprinderile lui Iorga; cei doi bărbați s-au despărțit.[24] În același an, Carol a fost forțat să plece din țară de către sistemul politic, dar Blank a continuat să-și cultive relația. După cum a raportat Argetoianu, el a gestionat eficient (și adesea a folosit greșit) conturile bancare ale Prințului.[53] Acest lucru este parțial susținut de istoricii de mai târziu: Mihai Oprițescu notează că Blank a pariat pe întoarcerea lui Carol;[104] Claudiu Secașiu mai observă că Blank și Carol s-au bucurat de „un mare raport” în 1927, când Blank „l-a susținut financiar”.[105] După moartea regelui Ferdinand I în același an, Carol a fost ocolit pe lista succesorală, iar tronul a revenit fiului său minor, Mihai. Un consiliu de regenți a supravegheat chestiunile legate de tribunal; unul dintre membrii săi a fost Gheorghe Buzdugan, care, în 1929, a declarat că are „o stimă deosebită pentru Aristide Blank, bancherul care este o personalitate remarcabilă, un om cu inimă mare și un filantrop”.[106]
Mauriciu, care se retrăsese din participarea activă la BMB,[11] a murit la Viena în noiembrie 1929, cu Aristide organizând ceremonia funerară.[107] Blank Jr era până atunci șeful BMB, se presupune că Mauriciu supraestimase priceperea fiului său pentru afaceri.[108] Potrivit lui Argetoianu, el a continuat să slăbească grav compania printr-un proiect de distrugere a influenței național-liberalilor în finanțele înalte, precum și cu investiții neînțelepte — cum ar fi deschiderea unei filiale BMB pe Place Vendôme.[109] Din 1923, grupul a avut trei birouri internaționale suplimentare - în Istanbul, Viena și New York City.[20] Aflat în consiliul de conducere al BMB, Argetoianu a susținut că a observat că compania a angajat aproape toate fondurile disponibile în scheme de investiții.[110] O altă problemă care a împiedicat activitățile băncii a fost rivalitatea crescândă dintre Blank și asociatul său Richard de Söpkéz, ambii fiind angajați în atragerea de capital de partea lor. Potrivit lui Argetoianu, ei au luat fiecare cel puțin 13,5 milioane de lei în bursa anuală, încasând în același timp și dividende de la companiile creditate de BMB și prin care Blank a fraudat asociați precum Ion G. Duca și George al II-lea al Greciei[111]. O investigație ulterioară a sugerat că Blank a folosit sume mari de bani pentru grefă și că personalul său a fost implicat în fraude contabile.[11][104]
Blocarea BMB și protecția regală Editare
O recenzie din septembrie 1929 din Revista Economică a subliniat „buclucuri” legate de investițiile BMB în industrie. De asemenea, a remarcat răspândirea de către Blank a zvonurilor că Banca de stat pentru industrie, Creditul Industrial, trebuia restructurată; Au apărut acuzații că aceasta a fost o încercare deliberată de a crea panică pe piață, astfel încât un nou Creditul să poată apoi refinanța propriile proiecte ale lui Blank.[112] Până în 1930, BMB a intrat în incapacitate de plată după ce a înregistrat un deficit de 1,6 milioane de lei[113]. Întreprinderea a dat faliment în octombrie 1931, imediat după ce a fost expusă consecințelor Marii Depresiuni — deși, notează Argetoianu, criza mondială nu a făcut decât să ascundă efectele „nebuniei” manageriale proprii a lui Blank.[114] Această prăbușire a stârnit un scandal național, după acuzațiile că unii investitori aveau informații de mișcare a pieței, permițându-le să retragă depozite în avans. Blank însuși a susținut că retragerile au fost posibile de zvonurile despre un război care se profilează între România și Uniunea Sovietică, dar explicația sa nu a reușit să convingă publicul larg.[11] Potrivit lui Argetoianu, Blank s-a mai plâns că ieșirea investitorilor a fost facilitată de Banca Națională a României, al cărei guvernator, Costin Stoicescu, era un angajat nemulțumit al BMB. El consideră că această afirmație era credibilă, în sensul că Stoicescu s-a opus întotdeauna intervenției statului în favoarea BMB[115].
Cu puțin timp înainte de prăbușirea BMB, Carol s-a întors brusc acasă, depunându-și fiul și preluând funcția de Rege. Drept urmare, Blank și-a făcut loc în camarilla, un cerc secret para-juridic care decidea asupra chestiunilor politice și financiare.[116] De asemenea, frecventând acest cerc, Argetoianu a remarcat că Blank a fost încadrat în al doilea val în camarilă, ajungând în același timp cu Tabacovici și „proxenetul” Alexandru Mavrodi; dar și că, în primul an de domnie al lui Carol, a devenit cel mai influent consilier al său, până la „stăpânirea României”.[117] Același memorist susține că Blank și Carol au împărtășit o patologie psihologică, și anume „excitarea sexuală hiperacută” și „erotomania”, care i-a împiedicat să ducă la bun sfârșit orice proiect.[68] El observă că viciul lui Blank, care îi cerea să cheltuiască sume mari pentru favorurile sexuale ale „femeilor care sunt în bani și lux”, s-a încheiat cu el să devină sărace și „pe jumătate nebun”.[118]
Blank și-a continuat munca de literato, cu drama istorică din 1929 Satele lui Potemkin, pe care Faifer o vede ca fiind un ecou teatrului lui Luigi Pirandello. A fost în producție la Teatrul Național București, cu autorul prezentat drept „Andrei Dănescu”.[14] În 1933, Dimineața a găzduit „basmul politic” al lui Blank, Dialogul morților („Un dialog între morți”).[14] Doctrinar în chestiuni economice, Blank a servit ca administrator al Academiei de Studii Economice (1929–1939) și, de asemenea, a supravegheat un comitet pentru administrarea instituțiilor penale (1930–1935).[1] A continuat să scrie articole în ziare, studii și memoriale despre situația postbelică a României. Printre cărțile sale se numără Contribuțiuni la rezolvarea crizei economice (1922), La crise economică en Roumanie, Economice (1932), Literare. Literary Writings", 1932) and Problema monetară în raport cu creditul public și privat ("The Monetary Issue as Relates to Public and Private Credit").[12] Brederode a fost impresionat de unul dintre articolele lui Blank pentru Le Temps, descriind autorul drept „foarte competent și destul de respectat”.[119] Argetoianu descrie astfel de contribuții drept „invenții copilărești” și „jonglerie teoretică”, menționând că „nici Tabacovici nu le-ar citi” — dar și că Carol a fost foarte impresionat, pentru că era „complet ignorant în chestiuni financiare și economice”.[120] monarhul a recunoscut și realizările lui Blank în transport, introducându-l în Ordinul Cavaleresc Meritul Aeronautic.[12] Această introducere într-o fraternitate militară, la egalitate cu cea a profesioniștilor precum Vasile Rudeanu, a fost descrisă ca fiind deosebit de jignitoare de vechiul său dușman Moța, care a remarcat că „populația evreiască este acum cuibărit în armata noastră ca o molie într-o bucată de pânză. „.[121]
După cum susține Argetoianu, regele a devenit în cele din urmă conștient că Blank nu era pe deplin competent, dar a continuat să-i ceară sfatul. Argetoianu susține că acest lucru s-a întâmplat pentru că Blank și-a câștigat de atunci încrederea iubitei lui Carol, Magda Lupescu, cumpărându-i o vilă și făcând-o astfel încât să se împrietenească cu Tabacovici și Wieder.[122] Se pare că singurul om de afaceri de camarilă care putea încă să-și atenueze influența la curte a fost Nicolae Malaxa.[123] La fel ca Malaxa și Max Auschnitt, Blank aparținea Lojii Meșterul Manole, o ramură a Francmasoneriei române care a fost strâns implicată în sponsorizarea proiectelor culturale ale colegilor masoni.[124] În 1930, însă, Blank a renunțat la principala sa investiție în domeniul cultural, permițând ca Cultura Națională să fie achiziționată de către Tipografiile de Stat și Monitorul Oficial.[125] Un raport anonim al perioadei susține că această lichidare a dus la câștiguri masive pentru toate părțile interesate, inclusiv pentru Crainic și Puiu Dumitrescu[93]. Doi ani mai târziu, CIDNA a lui Blank a fost preluată de statul francez și a devenit o componentă a transportatorului de stat, Air France.[20]
Argetoianu și Blank au jucat un rol esențial în a-l ajuta pe Carol să ajungă la o înțelegere cu fosta sa soție, regina Helen.[126] În ianuarie 1931, Argetoianu l-a trimis și pe Blank să se apropie de Titulescu la St. Moritz, sperând să-și asigure propria supraviețuire politică ca parte a unui cabinet Titulescu.[127] Un zvon care circula la acea vreme susținea că Titulescu datora BMB 14 milioane de lei.[128] Cabinetul, care nu a depus niciodată jurământul, urma să-l includă pe Blank ca unul dintre miniștri.[129] Pe lângă faptul că îl susține pe Carol, Blank a ieșit public ca critic al guvernelor PNȚ în chestiuni de politică economică. Potrivit lui Grigore Gafencu, acesta folosea Adevărul și ziarul carlist Cuvântul pentru a critica încercările de a contracta un nou împrumut în Franța. Blank și colegii săi le-au descris ca pe o cale sigură către înrobirea economică.[130] Potrivit PNȚului Ioan Hudiță, Gafencu a fost de fapt legătura lui Blank atât în interiorul partidului, cât și în cadrul guvernului. Hudiță relatează mai multe relatări conform cărora Blank ar fi aranjat nunta lui Gafencu cu o actriță și că ea fusese mai devreme amanta lui.[131]
Ciocniri de Camarilla Edit
Un guvern Iorga a fost în schimb jurat, Argetoianu deținând mai multe portofolii ministeriale. În lunile următoare, el și Blank au ajuns să se ciocnească în privința chestiunii monopolului alcoolului din România.[132] Blank s-a asociat cu „gansterul internațional” Reschnitzer pentru a obține un contract de închiriere pe acea întreprindere, dar, relatează Argetoianu, „nu a scos nimic din asta, pentru că eu însumi le-am stat în cale” (sublinierea în original). [133] El își amintește că a fost de acord să acorde consorțiului lui Reschnitzer un drept de preempțiune asupra monopolului, liniștindu-l astfel pe Blank, dar și că nu a intenționat niciodată să vândă compania.[134] Cele două figuri de camarilă au fost, de asemenea, în contradicție cu privire la crearea de către Blank a Discom, o întreprindere privată care a servit ca vânzător cu amănuntul pentru monopolurile de tutun, sare și chibrituri. Sub conducerea sa, această afacere nu a produs niciodată un profit real pentru stat, deoarece majoritatea surplusurilor au fost atrase pentru a acoperi pierderile BMB.[135] Carol a intervenit și pentru a obține Discom o acțiune din Monopolul Alcoolului, precum și controlul asupra Loteriei de Stat; prin presiunile regelui, Consiliul General al Municipiului București a cheltuit și 500 de milioane de lei pentru achiziționarea lotului lui Blank de la Otopeni.[113]
În iunie 1931, Blank a fost trimis la Berlin, dând startul negocierilor comerciale dintre România și Germania de la Weimar.[136] Până atunci, afacerea BMB prezentase o oportunitate pentru Manoilescu, și el om de camarilă, care a devenit guvernator al Băncii Naționale în același an. Manoilescu a susținut că cererile lui Argetoianu de salvare erau de natură feudală și nu puteau servi decât la demolarea a ceea ce rămâne funcțional în industria și agricultura României.[1][137] Potrivit lui Argetoianu, Manoilescu era „hotărât să-l distrugă pe Aristide”, fără să știe că regele a dat ordin să-l protejeze cu orice preț pe Blank.[138] Ideea este subliniată de Pandrea, care observă, de asemenea, că un Nae Ionescu resentimentat a jucat un rol în forțarea lui Manoilescu să facă forță pentru falimentul lui Blank.[139]
În acest context, premierul Iorga a luat partea lui Carol, scriind în Neamul Românesc că statul are datoria morală să salveze afacerile lui Blank.[140] În calitate de asociat BMB, Grigore Filipescu i-a cerut deschis lui Manoilescu să refinanțeze întreprinderea lui Blank. Odată ce i-a fost respinsă cererea, el a făcut publice conflictul de interese al lui Manoilescu și a solicitat un audit. Manoilescu l-a dat în judecată, acuzând fals, dar nu a reușit să-și depună cazul în instanță[141]. Acest scandal paralel a continuat până în 1937, când Filipescu a reușit să demonstreze în fața unui juriu că Manoilescu, în ciuda faptului că era public antisemit, a fost mituit de finanțele evreiești.[142] După cum a remarcat Argetoianu, Blank și Manoilescu au continuat să se atace unul pe celălalt ca „străluci și profitori”, și au avut la fel de dreptate: „cititorii lor ar trebui să îmbrățișeze [a respectiva] jumătate din ceea ce scrie fiecare”.[143] Printre autorii de mai târziu, Oprițescu notează că Manoilescu avea în esență dreptate și că Argetoianu, în calitate de steakholder BMB, „încerca să profite de această situație”.[137]
Prăbușirea BMB, care a doborât alte instituții bancare, l-a convins pe Argetoianu să legifereze reducerea datoriilor; totuși, când s-a dovedit că Blank și Manoilescu acționau cu rea-credință, el a făcut eforturi pentru a nu salva banca însăși, ci doar a limitat efectele falimentului acesteia.[144] După cum relatează, Stoicescu a jucat și el un rol în această controversă. El „l-a pus pe bietul Aristide la grătar și învârtit peste cărbuni aprinși”,[145] obținând în cele din urmă demisia lui Blank și înlocuirea cu Söpkéz. Acțiunile sale din companie au fost apoi predate drept garanție de împrumut statului român.[146] După cum a susținut Argetoianu, Blank a continuat să-și fraudeze propria bancă încasând un cec de 43 de milioane de lei, pe care l-a depus apoi spre păstrare la Blanche Ulman-Vesnić, soacra sa.[147] El și Argetoianu, lucrând împreună, au adunat un dosar care arată istoria propriei lui Manoilescu în comerțul ilegal.[148] Liniștit de sprijinul lui Carol, Blank a fost în cele din urmă învingător și, ca urmare, Manoilescu și-a pierdut privilegiile de camarilă în noiembrie 1931.[149]
Însuși Argetoianu a fost în cele din urmă înlocuit după ce a propus ca BMB să fuzioneze cu alte întreprinderi de credit într-o singură entitate privată supravegheată de Banca Națională. După cum relatează el, căderea sa a fost posibilă de o coaliție de oameni de afaceri, care includea pe Manoilescu și „chiar pe onorabilul Aristide Blank”[150]; cea mai vocală opoziție a venit din partea băncilor mai mici, care erau amenințate cu lichidarea[140]. În 1932–1933, Banca Națională a refinanțat BMB, deși acesta din urmă a trebuit să-și cedeze acțiunile la Discom; această operațiune nu a reușit să mențină întreprinderea pe linia de plutire și, în cele din urmă, a fost lichidată în 1936.[11] Potrivit lui Mourat, Blank „nu pare să fi fost serios compromis” de scandalurile BMB și a continuat să fie creditat de investitorii străini, „dornici să afle despre „potențialul imens” al țării sale bogate.”[11] Blank a păstrat de asemenea. poziția sa în cercurile literare. A distrat și a luat masa personalități culturale, printre care scriitorii Scarlat Froda și Mihail Sebastian — în jurnalele sale, acesta din urmă se referă la Blank ca un „pozator”.[151] Potrivit lui Sebastian, Blank și Froda au avut parte de trei cu actrița Leny Caler.[152] Sebastian susține, de asemenea, că a avut o întâlnire sexuală cu fiica lui Blank, Dorina, care i s-a „oferit”[153].
Revenirea și marginalizarea Edit
După cum a susținut Oprițescu, „dimensiunea politică” a prăbușirii BMB a arătat că Blank era în măsură să șantajeze elita României, dar și că Carol „s-a săturat de bancheri”.[140] Dacă Blank și-a pierdut încet influența la curte, a fost și pentru că nu mai avea suficiente fonduri pentru a sponsoriza schemele de îmbogățire ale lui Carol.[154] Sa concentrat pe munca filantropică și, în 1933, a deschis Spitalul Caritas cu o ceremonie la care a participat Carol.[1] Se pare că mai avea pârghie în februarie 1935, când a obținut demiterea ministrului de Finanțe Victor Slăvescu.[155] În pregătirea acestei intervenții, Blank publicase un articol de opinie în Universul din 28 ianuarie, în care detalia propriile soluții la problemele economice. În jurnalele sale, Argetoianu s-a referit la contribuția sa ca „inteligentă, deși ocazional vira în utopie.”[156] Cei doi erau din nou în relații amicale, deoarece, așa cum argumenta Argetoianu, „mai bine să-l am de partea mea decât împotriva mea. „[157] A auzit „planul interesant” al lui Blank pentru dezvoltarea turismului în România.[158] Blank și-a exprimat, de asemenea, interesul de a finanța proiectul lui Haig Acterian pentru a fi pionierul televiziunii în România, apoi a sprijinit crearea unei companii de film italo-române sub Cines, dar în cele din urmă s-a retras din ambele.[159]
Potrivit istoricului Grigore Traian Pop, în 1934 Blank și Victor Iamandi au lucrat și ei pentru a submina protejatul lui Carol Auschnitt, înfățișându-l ca sponsor al Gărzii de Fier; Pop vede acuzația ca fiind falsă.[160] Argetoianu a remarcat că agenda politică a lui Blank presupunea menținerea unui profil scăzut, dar și că el își recâștiga influența asupra lui Lupescu, chiar dacă Wieder o pierdea pe a lui.[161] El relatează că sora lui Carol, Elisabeth Charlotte, i-a detestat pe Blank și Malaxa, cerându-i fratelui ei să-i scoată din anturajul său; Carol ar fi răspuns că avea un set de obligații față de Blank.[162] Tot potrivit lui Argetoianu, intrigile lui Blank au avut ca rezultat numirea lui Mitiță Constantinescu în funcția de guvernator al Băncii Naționale, care a procedat apoi la persecutarea investitorului Oskar Kaufmann, presupusul iubit al Elisabetei.[163] Constantinescu și Blank au format o clică care s-a opus încercărilor lui Slăvescu de a recâștiga controlul asupra instituțiilor de credit și au obținut sprijin condiționat de la premierul Gheorghe Tătărescu. Acest conflict a reflectat divizări în interiorul PNL, între fracțiunile lui Tătărescu și Dinu Brătianu (din care din urmă se număra și Slăvescu).[164] La acea vreme, Argetoianu a pretins că a descoperit miza reală a lui Blank în astfel de afaceri – și anume, că spera că Constantinescu va permite BMB să supraviețuiască, redându-i controlul asupra Discom, care a rămas profitabilă.[165]
Argetoianu a privit înapoi la 1935 ca fiind cel mai rău an din istoria României, doar asemănător cu perioada stăpânirii otomane asupra Principatelor dunărene: „Ar părea ca alternativă mai bună de a fi călcat în picioare de Padishah decât de acel Yid Aristid Blank sau de pomană Malaxa.”[166] După cum i-a raportat lui Argetoianu iubitul Elisabetei, Sandi Scanavi, Blank a fost considerat „inamic public numărul 1” de către instituția conservatoare, Malaxa fiind aproape pe locul doi.[167] La începutul anului 1936, susține Argetoianu, Blank era „adevăratul stăpân al acestui pământ românesc”, dar înregistrase și o înfrângere când Slăvescu revine la conducerea Băncii Naționale.[168] Când Kaufmann a început o luptă juridică împotriva jurnalistului Alfred Hefter, Argetoianu a susținut că acesta din urmă a fost plătit pentru calomnie de către Blank.[169] După cum a remarcat: „că falimentul Blank are destui bani pe el să-l pună în mișcare pe Hefter, adică până la urmă treaba lui, și cel mult ceva care ar interesa parchetul. Complotul se îngroașă și chestiunea devine dezordonată pentru că și Mitiță Constantinescu se implică în acest conflict personal și că vânzătorul de roți Aristid face tot posibilul să-l implice și pe Rege” (sublinierea în original).[170]
În noaptea de 4–5 mai 1936, un tânăr din Garda de Fier a ratat cu puțin o șansă de a-l asasina pe Blank în fața redacției lui Hefter și, din frustrare, l-a agresat fizic pe Hefter însuși; Ulterior, Blank a răspândit zvonuri că încercarea a fost o operațiune fals flag a propriei cliche a lui Kaufmann.[98] O lună mai târziu, el și Șeicaru au reacționat împotriva rivalului lor Ionescu, care fusese identificat drept agent de influență pentru Germania nazistă. Ei i-au prezentat lui Carol o copie a scrisorii de incriminare, pe care carlistul Ion Sân-Giorgiu ar fi dus-o la Berlin „și i-a arătat-o unui număr de miniștri de acolo”.[171] Până în august, Blank încerca să strângă sprijin pentru un „om puternic”. guvern” care ar înăbuși agitația gardiană și l-a propus fie pe Argetoianu, fie pe Alexandru Averescu pentru funcția de premier.[172] În ianuarie 1937, plenipotențiarul britanic Reginald Hoare a lăsat comentarii asupra noului entuziasm al lui Blank pentru recâștigarea controlului asupra BMB, precum și asupra competenței sale limitate.[105] Tot conform lui Argetoianu, Vota plecase de Aristide, iar, in octombrie 1936, locuia cu Radu Polizu la Monaco. Un jucător de noroc inveterat, Polizu s-ar fi bazat pe ea pentru bani.[173]
În 1937, Blank și Auschnitt, împreună cu Filderman și Armand Călinescu, au elaborat un plan de emigrare în masă a evreilor români în Palestina Mandatorie. Această încercare de a soluționa problema a fost dejucat de opoziția germană și britanică.[174] Până în 1939, Banca Națională preluase patrimoniul BMB.[175] Blank și-a pierdut și casa tatălui său de pe strada Dionisie, care a fost cumpărată de Eduard Mirto și apoi închiriată Legației americane.[176] În urma alegerilor naționale din decembrie 1937, Carol a permis Partidului Național Creștin fascist, un succesor al LANC, să formeze guvern; Fostul prieten al lui Blank, Octavian Goga, a preluat funcția de premier. După cum a raportat Sebastian, adoptarea legislației antisemite a fost minimalizată de Blank, care a susținut că „continuarea guvernului Goga” era în interesul evreilor de atunci, deoarece „ceea ce va urma după aceasta ar fi infinit mai rău”.[177] ]
Proscris și ostatic Edit
Adevărul a fost în cele din urmă interzis la ordinul lui Goga.[55][178] După ce Carol a conceput o auto-lovitură de stat și a format Frontul Național al Renașterii, Blank a încercat să-și recapete poziția în viața politică. El l-a urmat pe Carol în ultima sa călătorie în Marea Britanie, în noiembrie 1938, și a fost înregistrat la alaiul regal de la Claridge's din Londra. Acest lucru l-a determinat pe Argetoianu să comenteze că Carol încă nu a putut să renunțe la „gașca sa de șmecheri”, formată din Blank, Hefter și Eugen Titeanu.[179] El relatează că l-a întâlnit pe „prea seninul” Blank care vizitează Colecția Wallace alături de diplomatul Dimitrie N. Ciotori: „Nu l-am întrebat niciodată de ce a fost la Londra: nu mă îndoiesc nicio clipă că este aici pentru a ridica resturi de la masa care se pune pentru Regele Carol”.[180] Blank a revenit la publicare cu alte două piese de teatru. Iarna la Hangerli („Iarna la Hagerli”), o mostră de teatru istoric, a fost preluată parțial în Viața Românească în 1939; Rhapsodie des dieux („Rapsodia zeilor”, care este interpretarea lui Blank asupra Odiseei, remarcată de Faifer pentru rafinamentul său interxtual) a fost publicată în întregime în 1940.[14]
În România, izbucnirea celui de-al Doilea Război Mondial a văzut generalizarea legilor antisemite, urmată în 1940 de ascensiunea durului Ion Gigurtu. După cum a raportat Sebastian, știrile despre ascendența sa i-au lovit pe „prietenii milionari” Blank și AL Zissu, care erau „îngroziți și îngroziți”, dar care l-au încăpătat cu „conversații abstracte”.[181] O astfel de radicalizare a fost urmată în septembrie de Înlăturarea lui Carol și ulterior prin înființarea unui „Stat Național Legionar” condus de Garda de Fier. Acest nou regim a blocat toate bunurile românești ale lui Blank în octombrie 1940 și a instituit o comisie specială pentru rejudecarea afacerii BMB. Acest organism și-a reluat activitatea după înlăturarea Gărzii de Fier la începutul anului 1941 și a stabilit că Blank datorează statului român 600 de milioane de lei.[1] Frecventându-l pe jurnalistul de stânga Tudor Teodorescu-Braniște în aprilie 1941, Blank și-a exprimat încrederea că Germania va pierde în războiul cu Iugoslavia.[182] Atât el, cât și gazda sa și-au demisionat până în iunie, când Blank a vehiculat și zvonuri despre participarea iminentă a României la invadarea teritoriului sovietic. Mai deținea o fabrică de hârtie, căreia i s-a ordonat pregătirea pentru distribuție în Basarabia.[183] Potrivit lui Sebastian, Blank a susținut la sfârșitul anului 1941 că războiul va dura doar doi ani, dar apoi a fost „dezgustat de lipsa de seriozitate britanică din Libia”.[184]
Blank își trimisese până atunci fiul să studieze în Statele Unite. Milenko a luat cetățenia americană și s-a întors în Europa cu armata Statelor Unite.[185] Fiul mai mare al lui Blank, Patrice, a fost absolvent al ELSP.[50] El a rămas activ în timpul ocupației naziste și s-a alăturat Rezistenței Franceze, servind ca organizator și publicist al grupului de insurgenți Defense de la France.[186][187] Actrița Hélène Duc, care l-a ascuns în casa ei, relatează că Patrice și-a ascuns descendența românească de colegii săi, prezentându-se în general ca un nepot al lui Vladimir Lenin.[48] Economistul Michel Drancourt, care l-a cunoscut mai târziu în viață, relatează că a fost întotdeauna discret cu privire la trecutul său îndepărtat, deși uneori reflecta „la importanța băncii familiei sale în România”.[50]
În 1943, Ministerul de Finanțe al României l-a dat în judecată pe Aristide Blank pentru recuperarea bunurilor sale și a obținut executarea silită a proprietății sale de pe strada Berthelot, în afara Cișmigiu.[188] Potrivit unui raport, Blank a părăsit România în 1941, împreună cu membri ai Legației Britanice.[12] Cu toate acestea, conturile lui Sebastian îl plasează la București în 1942–1943, menționând că biblioteca lui era confiscată de autoritățile române la ordinul lui Paul Sterian.[189] La sfârșitul lui 1942 sau începutul lui 1943, Blank a fost inclus pe o listă de ostatici evrei, prezentată de Oficiul Central Evreiesc ca o garanție a loialismului său față de regimul Ion Antonescu; au fost prezentați și scriitorii Henric Streitman și Iosif Brucăr.[190] La începutul anului 1943, notează Sebastian, Blank „căuta un refugiu în mediul rural.”[191] El a părăsit în cele din urmă Bucureștiul în aprilie, la vârful bombardamentelor aliate, iar în iunie locuia la Butimanu.[192]
Averile familiei au fost restabilite în august 1944, când au fost atât Eliberarea Parisului, cât și lovitura de stat a Regelui Mihai. Patrice a ieșit din clandestinitate pentru a servi ca cel mai tânăr membru al Adunării Consultative Provizoare.[186] El a făcut parte, de asemenea, în comitetul editorial original al France-Soir,[186][50] înainte de a fi expulzat și dat în judecată pentru administrare defectuoasă în 1949.[49] În 1944, în România, comunitatea evreiască încă îl admira pe Blank Sr, crezându-l demn să devină ministrul de finanțe al țării.[193] În ianuarie 1945, Blank (al cărui domiciliu era pe Bulevardul Ferdinand) a redeschis Cultura Națională ca acționar majoritar. Noii săi asociați la acest proiect au fost Teodorescu-Braniște, Sebastian, Alexandru Rosetti și pictorul Jean Alexandru Steriadi.[194]
Din 1946, Blank s-a alăturat din nou în rândurile Francmasoneriei României, care reapare după ani de represiune; de data aceasta, a devenit afiliat Lojii Lanțul de Unire, sub Horia Hulubei. Grupul, care includea și Auschnitt, Malaxa, Nicolae Ciupercă, Emil Ghilezan și Mihail Ghelmegeanu, a fost extrem de selectiv, până la punctul în care activitățile sale au fost ținute secrete față de alte Loji românești.[195] Blank i-a ajutat și pe Rosetti și Ionel Jianu la tipărirea unei reviste de artă, Lumină și Culoare.[1] Cu Galaction, Teodorescu-Braniște, Rosetti, Petre Ghiață, Isaia Răcăciuni, Valentin Saxone și Ion Vinea a înființat un club liberal-democrat, Ideea.[196]
Condamnat și emigrant Edit
Blank a insistat să încerce să îi returneze bunurile BMB, inițial prin cultivarea țărănilor naționali precum Hudiță, dar ulterior concentrându-și eforturile asupra Partidului Comunist Român, mai puternic.[105] Ca parte a acestui demers, s-a alăturat Societății Române de Prietenie cu Uniunea Sovietică și a prezidat Secția financiară a acesteia[105]. Inițial, Blank a obținut sprijin de la un lider al Partidului Comunist, Ana Pauker, care era socru al colegilor săi Adevărul. În octombrie 1945, ea i-a permis să acceseze fondurile BMB, Blank promițând că își va rambursa în totalitate creditorii.[105] Blank și-a protejat însă familia de amenințarea comunistă, trimițându-l pe Vota să locuiască cu Milenko în Statele Unite; i-a vizitat acolo în 1946, dar a optat să se întoarcă în România în ianuarie 1947.[105] Una dintre activitățile sale finale la Cultura Națională a fost lansarea primei ediții a romanului lui Pavel Chihaia, Blocada, care a fost imediat scos din librării de către cenzorii comuniști.[197] Editura a fost închisă în același an.[1]
Blank însuși a fost în cele din urmă remarcat pentru răzbunare după ce a menținut contacte cu diplomații britanici și americani.[105] El a asistat la proclamarea unei republici comuniste în 1948, moment în care a pierdut legătura cu susținătorii săi occidentali.[105] În acel an, BMB a fost naționalizat (deși a continuat să existe ca entitate separată, sub conducerea statului, până în 1951); fostele birouri ale companiei, o clădire din granit de pe strada Doamnei, au fost preluate de noua poliție secretă a României, Securitatea.[198] Blank însuși a fost arestat ca spion la 18 aprilie 1952 și judecat pentru înaltă trădare în urma întâlnirii cu străinii și a unor documente folosite ca probe, apoi a fost condamnat la 20 de ani de închisoare în mai 1953.[105] La vremea respectivă, rivalul său, Manoilescu, fusese identificat și el ca un dușman al regimului comunist și a fost trimis în colonia de muncă de la Ocnele Mari. Aici l-a cunoscut pe Pandrea, care își amintește: „L-am pus să povestească falimentul Blank, ca o modalitate de a distra deținuții xenofobi”.[199]
Memoristul Ion Ioanid, care a fost ținut cu Blank în închisoarea Jilava o perioadă în 1954, își amintește că finanțatorul era bine îngrijit și încă purta un costum din două piese. Potrivit lui Ioanid, lui Blank îi era dor de fiul său Milenko, pe care credea că nu-l va mai vedea niciodată, dar îl supăra că și-a ales o carieră în armată: „Mă simt ca o găină care a clocit un ou de rață!”[185] Copii de la el. alte căsătorii rămăseseră în urmă în România. Se pare că una dintre fiicele sale, Tina Stănescu, se căsătorise cu un primar al Buzăului și încă locuia la Sinaia la sfârșitul anilor 1940, evitând orice relație cu evreii mai puțin asimilați.[200] Romancierul Matei Călinescu își amintește că una dintre fostele soții ale lui Blank locuia la o vilă parțial naționalizată din Floreasca în 1954, alături de fiica ei, Helen Blank-Bogdan, și de două nepoate, Mab și Manola. Soțul lui Helen, avocatul Horia Bogdan, ispășește și el o pedeapsă cu închisoarea.[201]
Echipa de apărare a lui Blank a reușit să arate că conversațiile sale cu străinii nu erau acoperite de Codul Penal și că documentele găsite în casa lui și folosite împotriva lui în procesul său erau de fapt primele schițe ale unui roman.[105] În aprilie 1955, condamnarea sa pentru trădare a fost anulată și comutată într-o pedeapsă de trei ani pentru manipularea greșită a secretelor naționale; el servise până atunci echivalentul la Jilava și Pitești și, în consecință, a fost eliberat.[105] Sănătatea lui Blank a fost compromisă și, după ce a fost numit ofițer al Legiunii de Onoare înainte de 1925,[202] s-a bazat pe sprijinul medical din partea Ambasadei Franței. Vizitele sale i-au atras atenția agenților Securității și a fost pus sub supraveghere[105]. De-a lungul anilor 1950, Blank a făcut mai multe cereri pentru o viză de emigrare în Franța, susținute în acest sens de guvernul francez și de grupurile sioniste care răspund la apelurile lui Vota; în 1956, o delegație a Adunării Naționale Franceze l-a vizitat la București.[105] Blank a fost ajutat și de celălalt fiu al său, Patrice,[47] care s-a întors la publicație după ce a făcut și a pierdut o avere în comerțul cu metale prețioase.[203] Toate cererile de emigrare ale tatălui său au fost respinse de partea română până în martie 1958,[105] când i s-a permis în cele din urmă să plece la Paris. Aristide Blank a murit acolo la 1 ianuarie 1960, ziua sa oficială de naștere.[1][47][105]
Se pare că Patrice s-a căsătorit cu un Rothschild și a trăit o viață de lux,[48], dar a continuat să fie activ în viața politică. La fel ca prietenul său Bertrand de Jouvenel, el a vorbit împotriva mainstreamului economic francez, susținând libertarianismul de dreapta; această agendă a fost promovată de propria sa revistă, Liaisons Sociales, precum și de revista Commentaire și de Fundația Saint-Simon, ambele finanțate de el.[204] Pledoaria sa paralelă pentru Statele Unite ale Europei l-a adus în conflict cu Charles de Gaulle, dar i-a asigurat și sprijinul lui Joseph Rovan.[205] După cum a menționat avocatul Jacques Sinard, Patrice a fost, de asemenea, un promotor al căsătoriei de drept comun dintr-o perspectivă europeanistă și liberală.[206]
Patrice Blank era încă activ în publicații în anii 1990, ca proprietar al grupului Liaisons; l-a vândut lui Wolters Kluwer în 1996.[186][207] A murit la Paris, la vârsta de 73 de ani, la 14 octombrie 1998,[186] tocmai după ce a inaugurat o nouă revistă libertariană, Sociétal.[207] Se bucură de o faimă postumă ca personaj central în teoriile conspirației despre moartea lui Robert Boulin în octombrie 1979. Potrivit acestora, Boulin a fost ucis de colegii săi la Mitingul pentru Republică, deoarece avea informații compromițătoare cu privire la finanțele partidului; Blank Jr este descris ca a fugit cu dosarele personale ale lui Boulin imediat după anunțarea morții sale.[208]
	Notes	Edit
^ a b c d e f g h i j k l m n Claudiu Secașiu, "Biografia lui Aristide Blank (I)", in Realitatea Evreiască, Issues 520–521 (1320–1321), July–August 2018, p. 15
^ Annamaria Damian, "Expoziția El Bucarest sefardi. 500 anos de historia contados en 100 imagenes", in Revista de Istorie a Evreilor din România, Issue 2 (18), 2017, p. 15; George Gîlea, "Datorie de onoare pentru Mauriciu Blank", in Realitatea Evreiască, Issues 526–527 (1326–1327), November 2018, p. 25; Maschio & Păduraru, p. 287
^ Maschio & Păduraru, p. 287
^ a b C. R., "Y-a-t-il un antisémitisme roumain?", in L'Univers Israélite, Vol. 79, Issue 47, August 1924, p. 367
^ Stoica, p. 203
^ a b Zarafopol, "Imprumutul Blank", in Furnica, Vol. XV, Issue 27, April 1920, p. 11
^ Mucenic, pp. 339–343
^ a b Argetoianu (1997), p. 270
^ Waldman & Ciuciu, pp. 124–125
^ Maschio & Păduraru, p. 291
^ a b c d e f g Jean Mourat, "Les millionaires meurent dans leur lit", in Ce Soir, May 1, 1937, p. 10
^ a b c d e f g h i j k Nicolae Cajal, Hary Kuller, Contribuția evreilor din România la cultură și civilizație, pp. 70–71. Bucharest: Editura Hasefer, 2004. ISBN 978-973-630-067-7
^ Argetoianu (1997), pp. 68, 70
^ a b c d e f g h i j k l m Florin Faifer, "Memoria scenei. Aristide Blank, un neînțeles", in Scena, Vol. I, Issue 4, August 1998, pp. 34–35
^ Aristide Blanc, "Despărțire (după Feuchtersleben)", in Foaia Populară, Issue 16/1900, p. 5
^ "Noutăți. Logodnă", in Tribuna, Vol. XII, Issue 230, October 1908, p. 6
^ Ștefania Mihăilescu, Din istoria feminismului românesc. Antologie de texte (1838–1929), p. 187. Iași: Polirom, 2002. ISBN 973-681-012-7
^ "O căsătorie în lumea mare", in Tribuna, Vol. XII, Issue 287, January 1909, p. 10
^ Mucenic, p. 344
^ a b c d e Waldman & Ciuciu, p. 120
^ Ion Vianu, Investigații mateine, p. 39. Cluj-Napoca & Iași: Biblioteca Apostrof & Polirom, 2008. ISBN 978-973-9279-97-0
^ "Șantagiul Serei", in Opinia. Ziar Conservator-Democrat, June 18, 1913, p. 1
^ Ion Rusu Abrudeanu, România și războiul mondial: contribuțiuni la studiul istoriei războiului nostru, p. 114. Bucharest: Editura Socec, 1921
^ a b c Țurlea, p. 134
^ a b Mucenic, p. 347
^ a b Ion G. Duca, Amintiri politice, I, pp. 149–150. Munich: Jon Dumitru-Verlag, 1981
^ Ioan Munteanu, Brăila acum o sută de ani. 1915, pp. 256–257. Brăila: Proilavia, 2014. ISBN 978-606-8375-59-5
^ "Știri — 24 septembrie n. 1915", in Gazeta Transilvaniei, Issue 197/1915, p. 3
^ Argetorianu, p. 68
^ Argetoianu (1997), p. 68
^ Radu Șerban, "Enigmaticul Ioan Timuș îndrăgostit 'de' și 'în' Japonia (II)", in Vatra Veche, Issue 5/2021, p. 66
^ Lapedatu & Opriș, p. 151
^ Argetoianu (1997), pp. 68, 69
^ Călin Hentea, "Avanpremieră editorială. Mereu nerostita istorie a luptelor românilor", in Revista Literară, Issue 2/2018, p. 24
^ Pic., "'Eu (Octavian Goga) scriu, scriu, scriu'! 'Dta (Iuliu Maniu) taci, taci, taci'!", in Chemarea Tinerimei Române, Issue 12/1926, p. 2
^ Vaida-Voevod & Maior, p. 291
^ Vaida-Voevod & Maior, p. 277
^ Lapedatu & Opriș, p. 180
^ Charles Demailly, "A travers la presse. L'union des Roumains", in Le Gaulois, December 8, 1918, p. 3
^ Nicolae Petrescu-Comnen, "Campania românească din 1919 în Ungaria (Amintiri și documente inedite)", in Revista Istorică, Vol. 3, Issues 5–6, May–June 1992, p. 629
^ a b Țurlea, p. 133
^ Țurlea, p. 134. See also Lapedatu & Opriș, pp. 182–183; Stanciu, p. 567
^ Lapedatu & Opriș, pp. 182–183
^ George Călinescu, Istoria literaturii române de la origini pînă în prezent, p. 1002. Bucharest: Editura Minerva, 1986. See also Vartic, p. 5
^ Ion Vianu, "Portrete interioare. Cella Delavrancea despre George Enescu", in Dilema Veche, Issue 337, July–August 2010
^ Mihaela Dumitru, Margareta Miller-Verghy ou un destin de femme-écrivain à la fin du XIXe siècle et dans la première moitié du XXe siècle (PhD thesis), Université Grenoble Alpes, December 2018, pp. 166, 168
^ a b c Vartic, p. 8
^ a b c Hélène Duc, Mémoires de la Shoah. Hélène Duc. Chap 16: Patrice Aristide Blank Satinover, Institut national de l'audiovisuel, March 3, 2006
^ a b "Disputes et procès à «France-Soir»", in Feuille d'Avis de Neuchatel, February 21, 1949, p. 5
^ a b c d Drancourt, p. 73
^ Laurențiu Teodorescu, "Compania Franco-Română de Navigație, prima linie aeriană din istorie!", in Viața CM. Publicație a Cooperației Meșteșugărești, Issue 3/2021, p. 3
^ "Dernière heure. Paris–Bucarest en avion", in Journal des Débats, October 24, 1921, p. 4
^ a b Argetoianu (1997), p. 71
^ Silviu B. Moldovan, "Recenzii. Note de lectură. Natalia Lazăr, Lya Benjamin (editori), American Jewish Joint Distribution Committee în România (1916–2016). Documente", in Caietele CNSAS, Vol. X, Issue 2, 2017, pp. 305–306
^ a b c d e f g h (in Romanian) Florentina Tone, "Istorie zbuciumată în anii interbelici", in Adevărul, December 28, 2008
^ a b Braniște, p. 18
^ Stoica, p. 198
^ Marghiloman, p. 113
^ "Corespondență inedită. Dialog de la distanță Vintilă Brătianu — Radu R. Rosetti", in Dosarele Istoriei, Issue 1 (53), 2001, p. 23
^ Braniște, pp. 18–19
^ "Echos et nouvelles. La Roumanie a Paris", in L'Univers Israélite, Vol. 75, Issue 31, April 1920, p. 106
^ a b Nastasă (2010), p. 32
^ Irina Iacomi, "Un moment dans l'histoire intellectuelle entre France et Roumanie. École Roumaine de Paris", in Revue Roumaine d'Études Francophones, Vol. 6, 2014, p. 127; Stanciu, pp. 567–568; Țurlea, p. 134
^ Stanciu, pp. 567–568; Țurlea, pp. 133–134
^ Lucian T. Butaru, Rasism românesc. Componenta rasială a discursului antisemit din România, până la Al Doilea Război Mondial, pp. 95–06. Cluj-Napoca: EFES, 2010. ISBN 978-606-526-051-1
^ Argetoianu (1997), pp. 226–227
^ Stanciu, p. 567
^ a b c d Argetoianu (1997), p. 69
^ Cernat, p. 45
^ Moțoc, passim; Nastasă (2010), p. 377; Pandrea, p. 356; Șeicaru & Marcovici, pp. 319–322
^ Raluca Nicoleta Spiridon, "Tudor Arghezi în atenția structurilor de informații (1932–1946)", in Caietele CNSAS, Vol. III, Issue 1, 2010, p. 134
^ Emanuel Conțac, "Tradiția biblică românească. O prezentare succintă din perspectiva principalelor versiuni românești ale Sfintei Scripturi", in Studii Teologice, Issue 2/2011, p. 197
^ Popescu, pp. 19–20
^ a b Aladin, "Adevărul, Lupta și Lumina sau farsele d-lui Mille", in Contimporanul, Vol. I, Issue 11, September 1922, p. 13
^ a b (in Romanian) Florentina Tone, "Părintele ziaristicii române moderne", in Adevărul, December 21, 2008
^ a b c (in Romanian) Ciprian Chirvasiu, "Constantin Mille, geniul inovator al Adeverului (IV)", in Adevărul, July 2, 2013
^ a b Marghiloman, pp. 140–141
^ Pandrea, pp. 217–218, 296, 356
^ Vartic, p. 5
^ Moțoc, pp. 80–81
^ Nichifor Crainic, "Cronica măruntă. În anul al 18-lea", in Gândirea, Vol. XVIII, Issue 1, January 1939, pp. 54–55
^ Nastasă (2010), pp. 394–395; Șeicaru & Marcovici, p. 320
^ Constantin Daicoviciu, "Fouilles et recherches a Sarmizegetusa. Ier Compte-rendu", in Revista Dacia, Vol. I, 1924, p. 224
^ Marian Nencescu, "Portrete. Un jurnalist 'metafizic'. Nae Ionescu", in Revista UZP, Issue 19/2020, p. 51
^ Pandrea, pp. 217–218, 356
^ Șeicaru & Marcovici, pp. 320–322
^ Pandrea, pp. 217–218; Șeicaru & Marcovici, pp. 321–322, 356
^ Șeicaru & Marcovici, pp. 321–322
^ Argetoianu (1998), p. 18
^ Nastasă (2011), p. 175
^ Pop, pp. 42–43
^ Pop, p. 42
^ a b Oprițescu et al., p. 39
^ "Roumanie. Troubles antisémites", in Journal des Débats, April 6, 1924, p. 2; "Roumanie. Troubles antisémites", in L'Univers Israélite, Vol. 79, Issue 31, April 1924, p. 742
^ Nastasă (2011), pp. 122–123
^ Stanciu, pp. 566–568
^ Magda Stavinschi, "Chipuri uitate. Constantin Banu", in Magazin Istoric, February 2012, p. 21
^ a b Argetoianu (1998), p. 303
^ Ornea, pp. 245, 392, 402, 459–465
^ "Căsătoria 'regelui' finanței românești. Cine a participat la recepție", in România Întregită, Issue 5/1925, p. 13
^ Argetoianu (1997), p. 130
^ "Serbările dela Techirghiol-Eforie", in Realitatea Ilustrată, Vol. VII, Issue 347, September 1933, p. 13
^ "Dans le monde. Naissances", in Journal des Débats, June 10, 1926, p. 3
^ a b Oprițescu et al., p. 38
^ a b c d e f g h i j k l m n o Claudiu Secașiu, "Biografia lui Aristide Blank (II)", in Realitatea Evreiască, Issues 522–523 (1322–1323), September 2018, p. 15
^ "Roumanian Statesmen and Leaders Declare Their Views on Current Jewish Question", in the Jewish Daily Bulletin, June 19, 1929, p. 1
^ Mucenic, p. 348
^ Argetoianu (1997), pp. 70–71, 270
^ Argetoianu (1997), pp. 70–71
^ Argetoianu (1997), pp. 269–270
^ Argetoianu (1997), pp. 270–272
^ Remizier, "Situația", in Revista Economică, Vol. XXXI, Issue 39, September 1929, pp. 341–342
^ a b Florin Mihai, "'Tunurile' Suveranului", in Jurnalul Național, August 8, 2008
^ Argetoianu (1997), pp. 70, 268
^ Argetoianu (1997), pp. 272–273
^ Argetoianu (1997), pp. 67sqq; Oprițescu et al., p. 38; Ornea, pp. 17, 265
^ Argetoianu (1997), pp. 67, 71–72
^ Argetoianu (1997), pp. 69–70
^ Stoica, p. 228
^ Argetoianu (1997), pp. 69, 71
^ Ion I. Moța, "Decorarea lui Aristide Blank cu o mare decorație militară!! [sic] Semnul vremurilor", in Libertatea, Issue 20/1931, p. 1
^ Argetoianu (1997), pp. 71–72
^ Argetoianu (1997), p. 73
^ Nastasă (2010), p. 231 & (2011), p. 477
^ Waldman & Ciuciu, p. 120. See also Oprițescu et al., p. 39
^ Argetoianu (1997), pp. 123–124
^ Argetoianu (1997), pp. 130, 133, 142, 173, 198, 201
^ Potra, p. 389
^ Argetoianu (1997), p. 166
^ (in Romanian) Daniel Apostol, "Marea Criză din 1929–1933 în presa românească a vremii: Statul cheltuiește banul public în dezmăț!", in Historia, June 2010
^ Potra, pp. 185, 201, 208
^ Argetoianu (1997), pp. 262–264, 276–277, 437
^ Argetoianu (1997), p. 262
^ Argetoianu (1997), pp. 276–277
^ Argetoianu (1997), pp. 274–276
^ "Famous Roumanian Jewish Banker Aristide Blanc Representing Roumanian Government in Berlin", in Daily News Bulletin Issued by the Jewish Telegraphic Agency, June 15, 1931, p. 6
^ a b Oprițescu et al., pp. 38, 40
^ Argetoianu (1997), pp. 300–305, 311
^ Pandrea, p. 356
^ a b c Oprițescu et al., p. 40
^ Popescu, p. 36
^ Crax., "Două achitări cu tâlc resunător", in Românul. Organ al Partidului Național-Țărănesc din Județul Arad, Issue 1/1937, p. 2
^ Argetoianu (1997), p. 269
^ Argetoianu (1997), pp. 273–274, 282–284, 286, 290–232, 325–326 & (1998), p. 11
^ Argetoianu (1997), p. 292
^ Argetoianu (1997), pp. 292–293, 298, 313–314, 316–326
^ Argetoianu (1997), pp. 298
^ Argetoianu (1997), pp. 326–327
^ Argetoianu (1997), pp. 328–335; Ornea, p. 265
^ Argetoianu (1997), pp. 297–298
^ Sebastian, pp. 12–13
^ Sebastian, p. 98
^ Sebastian, pp. 23, 27, 268
^ Argetoianu (1997), p. 361
^ Argetoianu (1998), pp. 10–12, 234, 303; Iulian Oncescu, Andrei Tudorache, "Victor Slăvescu — ministru de finanțe (1934–1935)", in Analele Universității din Craiova. Seria Istorie, Vol. XVII, Issue 1, 2012, p. 114
^ Argetoianu (1998), p. 10
^ Argetoianu (1998), p. 11
^ Argetoianu (1998), p. 22
^ Cernat, pp. 45–47
^ Pop, p. 43
^ Argetoianu (1998), pp. 22, 42, 120, 197, 200, 269
^ Argetoianu (1998), p. 198
^ Argetoianu (1998), pp. 130, 197–198
^ Argetoianu (1998), pp. 205–206, 233–235, 238
^ Argetoianu (1998), pp. 234–235, 269
^ Argetoianu (1998), p. 200
^ Argetoianu (2003), pp. 300–301
^ Argetoianu (1998), pp. 238, 259
^ Argetoianu (1998), pp. 301–303, 327–328, 337–338
^ Argetoianu (1998), p. 301
^ Sebastian, p. 56
^ Argetoianu (1998), p. 432
^ Argetoianu (2003), p. 283
^ Teodor Wexler, "Dr. Wilhelm Filderman", in Revista Istorică, Vol. 5, Issues 3–4, March–April 1994, pp. 360–361
^ Waldman & Ciuciu, p. 125
^ Argetoianu (2003), p. 67; Waldman & Ciuciu, pp. 135
^ Sebastian, p. 144
^ Ornea, pp. 392, 402
^ Argetoianu (2002), p. 204
^ Argetoianu (2002), p. 207
^ Sebastian, p. 293
^ Sebastian, pp. 342, 357–358
^ Sebastian, p. 369
^ Sebastian, pp. 369, 446, 456
^ a b Ion Ioanid, "Toate drumurile duc la Jilava", in Închisoarea noastră cea de toate zilele. Vol. II: 1954–1957 (e-book version), [n. p.]. Bucharest: Humanitas, 2013. ISBN 978-973-50-4275-2
^ a b c d e "Patrice Aristide Blank", in Le Monde, October 17, 1998
^ Marie Granet, "«Défense de la France»", in Revue d'Histoire de la Deuxième Guerre Mondiale, Vol. 8, Issue 30, April 1958, pp. 33–57; Georges Guitton, "Les 33 jours rennais de Défense de la France", in Place Publique, July–August 2014, pp. 119–128
^ "Anunțuri judiciare", in Monitorul Oficial, July 20, 1943, p. 4989
^ Sebastian, pp. 505, 521–522, 548
^ Mihaela Gligor, Note în procesul de epurare a filosofului Iosif Brucăr, pp. 100–101. Cluj-Napoca: Presa Universitară Clujeană, 2018. ISBN 978-606-37-0460-4
^ Sebastian, p. 558
^ Sebastian, pp. 590, 598
^ "13. S. Al. Bacher către Theodor Lavi. Toronto, 3 mai 1983", in Mihaela Gligor, Miriam Caloianu (eds.), Teodor Lavi în corespondență, p. 54. Cluj-Napoca: Presa Universitară Clujeană, 2014. ISBN 978-973-595-737-7
^ "Anunțuri comerciale", in Monitorul Oficial, January 12, 1945, p. 156
^ Diana Mandache, Masoni sub judecata comunistă. Grupul Bellu, p. 89. Bucharest: Editura Corint, 2019. ISBN 978-606-793-699-5
^ Ion Cristofor, "Memoriile lui Valentin Saxone", in Tribuna, Issue 58/2005, pp. 5–6
^ (in Romanian) Gheorghe Grigurcu, "Destinul unui rezistent: Pavel Chihaia", in România Literară, Issue 41/2001
^ Waldman & Ciuciu, pp. 120, 135
^ Pandrea, p. 144
^ Emil Simiu, "Anii de ucenicie", in Apostrof, Vol. XXII, Issue 11, 2011, p. 18
^ Matei Călinescu, Ion Vianu, Amintiri în dialog. Memorii, p. 221. Iași: Polirom, 2005. ISBN 973-681-832-2
^ "Fiançailles", in Le Temps, February 25, 1925, p. 4
^ Drancourt, p. 74
^ Drancourt, passim
^ Drancourt, pp. 73–74
^ "Déclarations des candidats", in Le Bulletin du Barreau de Paris, November 2003, p. 23
^ a b Drancourt, p. 76
^ (in French) Dans les coulisses d'une affaire d'Etat: l'affaire Boulin, France Inter, April 19, 2007; Benoît Collombat, Guerre des droites. Affaire Boulin: suicide ou assassinat, l'ombre de Jacques Chirac dans les deux cas?, Atlantico, January 30, 2013; François-Guillaume Lorrain, "Affaire Boulin, du nouveau?", in Le Point, January 24, 2013